# Julià Guillamon i Mota
Julià Guillamon i Mota   (Barcelona, 17 de novembre de 1962) és un escriptor, crític literari, comissari d'exposicions i guionista de còmics català.

## Trajectòria
Ha publicat llibres de ficció, assaig, reportatges, documents, reculls d'articles i d'entrevistes. En els seus llibres de narrativa ha retratat la Barcelona postindustrial (La Moràvia, El barri de la Plata, La fàbrica de gel) i la relació entre natura i temps (Les cuques, Les hores noves). També ha renovat el camp dels llibres il·lustrats, juntament amb els dissenyadors Albert Planas i Àngel Uzkiano, amb qui ha publicat àlbums que desenvolupen gràficament l'obra de Quim Monzó, Salvador Espriu, Baltasar Porcel, Josep Palau i Fabre, Joan Perucho i la poesia catalana de la dècada del 1970.
Com a comissari d'exposicions destaquen les que ha dedicat a l'exili literari, a la fotografia de Leopoldo Pomés, al dissenyador America Sanchez, a la relació entre Joan Miró, Josep Palau i Fabre, Joan Perucho i Picasso, i a la modernitat de Gabriel Casas, fotògraf dels anys 1930. També ha escrit guions de novel·la gràfica per a Toni Benages i publica setmanalment crítica literària i columnes d'opinió a La Vanguardia.
L'any 2020 va rebre una beca per a la creació literària de la Institució de les Lletres Catalanes pel projecte El rellotge verd.

## Obra publicada
- 1983:  Fulls impermeables.  Barcelona: Associació de Joves Escriptors. ISBN 84-7456-156-6.
- 1989: Joan Perucho i la literatura fantàstica, assaig (reedició revisada a Empúries el 2020) ISBN 978-84-297-2886-6
- 1991: La fàbrica de fred, narrativa (reedició revisada el 2021 a Galàxia Gutenberg) ISBN 978-84-7596-325-9
- 2001: La ciutat interrompuda: De la contracultura a la Barcelona postolímpica (assaig, reedició ampliada el 2019 a Anagrama) ISBN 84-8264-332-0[5]
- 2008: Uh, Gabirú, recull d'articles (Empúries) ISBN 978-84-9787-319-2[6]
- 2008: El dia revolt. Literatura catalana de l'exili, assaig (Empúries) ISBN 978-84-9787-340-6
- 2011: La Mòravia, novel·la (Galàxia Gutenberg) ISBN 978-84-8109-930-0
- 2014: Jamás me verá nadie en un ring: La historia del boxeador Pedro Roca, assaig (Comanegra) ISBN 978-84-16033-10-2
- 2015: Joan Perucho, cendres i diamants: Biografia d'una generació, assaig (Galàxia Gutenberg) ISBN 978-84-9850-655-6
- 2015: Els mitjons Molfort's i la publicitat racional. Mataró: Museu de Mataró.
- 2016: L'enigma Arquimbau. Sexe, feminisme i literatura a l'era del flirt, assaig (Comanegra) ISBN 978-84-16605-06-4
- 2017: El sifon de can Sitra. Cent trenta-cinc cromos i dos recordatoris, recull d'articles (Comanegra) ISBN 978-84-16605-77-4
- 2017: Josep Palau i Fabre. La joia de viure. Amb Toni Benages ISBN 978-84-947258-1-4
- 2017: Travessar la riera (Comanegra, 2017) ISBN  9788417188047[7]
- 2018: El barri de la Plata (narrativa) (L'Avenç) ISBN 9788416853168
- 2018: Palau i Fabre Barcelona. Barcelona: Galàxia Gutenberg.
- 2019: El tren de la bruixa (L'Avenç) ISBN 9788416853267
- 2019: Deu entrevistes (Comanegra) ISBN 9788418022227[8]
- 2020: Vi i benzina (contes) (Vibop) ISBN 9788412030945
- 2020: Llibre de cavalleries, de Joan Perucho, amb Toni Benages (Empúries), novel·la gràfica. ISBN 978-8417-879-35-8
- 2020: Les cuques (Anagrama), narrativa ISBN 9788433915856[9]
- 2021:  La fàbrica de gel.  Barcelona: Galàxia Gutenberg. ISBN 978-84-17971-51-9.
- 2021: Alpina. Mapes, literatura, paisatges. Barcelona: Biblioteques de Barcelona.
- 2021: América Sánchez a Barcelona. Barcelona: Galàxia Gutenberg.
- 2022: Les hores noves (Anagrama), narrativa ISBN 978-84-3391-810-9[10]
- 2022:  Joguets i escriptors. ISBN 978-84-9156-418-8.
- 2023:  Els nostres clàssics apòcrifs. Imitacions, paròdies i falsificacions de la literatura catalana del segle XX.  Barcelona: Males Herbes, 2023. ISBN 978-84-126624-0-5.[11]
- 2023: Núria Feliu, supervedet. Barcelona: Palau Robert.
- 2023: Gabriel Casas i Galobardes. Fotos amb joguets. Barcelona: Galàxia Gutenberg.
- 2023: Exposicions canines permanents. Ariany: Ensiola.
- 2024: El jove Palau i Fabre. Barcelona: Galàxia Gutenberg
- 2024: Pere Calders. Escriptor i dibuixant. Barcelona: Diputació de Barcelona.
- 2024: El rellotge verd. Barcelona: Anagrama.
- 2024: Cartes i poemes. Josep Palau i Fabre i Joan Perucho. Vibop: Alella.
- 2025: Anarquistas y orden público. Descontrol: Barcelona